# 28557 Lillianchin
28557 Lillianchin este un asteroid din centura principală de asteroizi.

## Descriere
28557 Lillianchin este un asteroid din centura principală de asteroizi. A fost descoperit pe 8 martie 2000 la Socorro, New Mexico, în cadrul proiectului LINEAR. Asteroidul prezintă o orbită caracterizată de o semiaxă mare de 2,40 ua, o excentricitate de 0,09 și o înclinație de 6,0° în raport cu ecliptica.